# Basse fretless

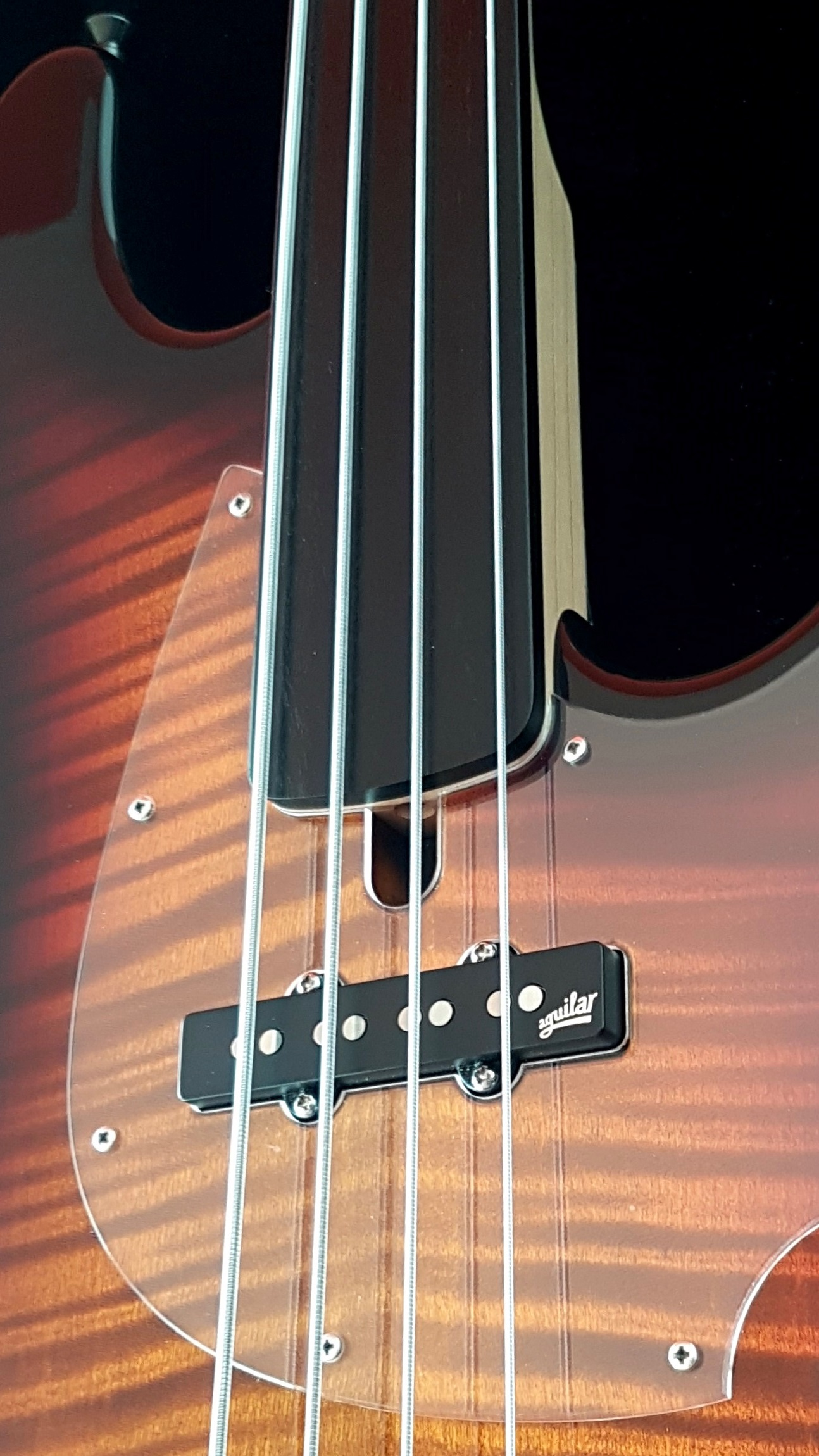
Détail d'une basse fretless dont la touche ne présente ni repère ni ligne.

La basse fretless (littéralement « sans frettes ») est une basse dont la touche est dépourvu de frettes, à l'instar de nombreux instruments à cordes comme le violon, le violoncelle ou la contrebasse. Hormis cette spécificité, une basse fretless possède les mêmes caractéristiques et variante qu'une basse frettée (accordage en quarte mi la ré sol, diapason pouvant aller de 30" à 36", électronique active ou passive, modèles à 4, 5 ou 6 cordes etc.). Les frettes sont de petites barres métalliques placées perpendiculairement aux cordes et subdivisant chaque touche en demi-tons. Leur absence a plusieurs conséquences :

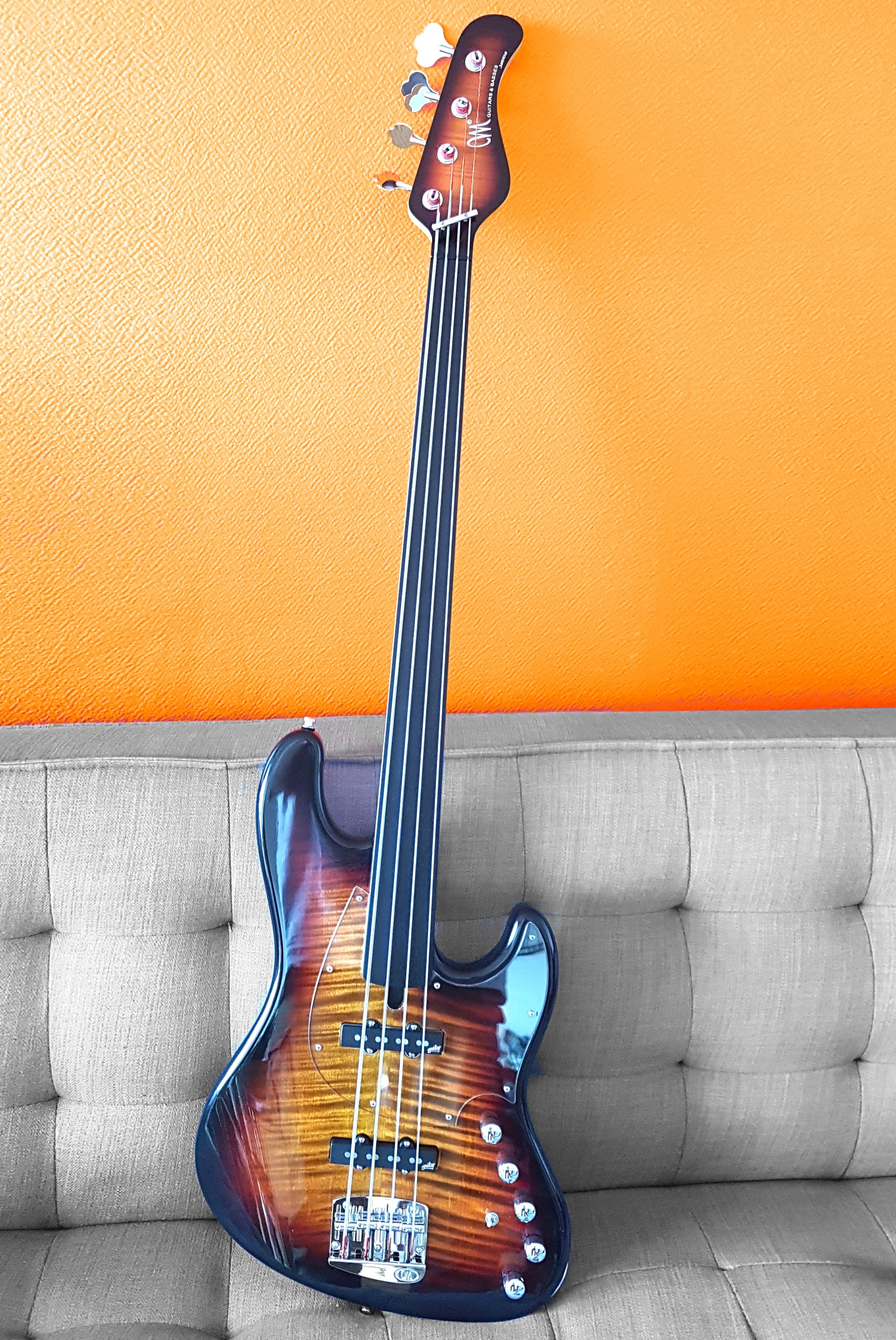
Basse fretless de marque Mayones dont la touche ne présente ni repère ni ligne.

- une infinité des notes possibles (plus de séquençage en demi-tons), la basse fretless n'est plus un instrument tempéré ;
- une continuité du son d'une note à une autre lors des glissés (slide), et plus généralement absence de parasites sonores liés aux frettes[2] ;
- une certaine chaleur du son (la corde se trouve directement au contact du bois, au lieu de reposer sur le métal des frettes)[2] ;
- une difficulté d'apprentissage plus importante : on doit placer le doigt exactement à l'emplacement du manche correspondant à la note, et non pas dans la case délimitée par deux frettes.

## Histoire
En 1951, Léo Fender sort le premier modèle de basse électrique commerciale, la Precision Bass. Ce terme de « Precision » met l'accent sur la présence novatrice des frettes par rapport à la contrebasse. En effet, elles permettent d'obtenir facilement la justesse des notes et facilitent le jeu des bassistes par rapport à celui des contrebassistes. Certaines marques comme Ampeg proposent des contrebasses électriques qui ne rencontrent pas de succès commercial.
Néanmoins, à la fin des années 1960, certains bassistes (dont notamment Jaco Pastorius, et avant lui Rick Danko ou Ralphe Armstrong) expérimentent en retirant les frettes de leur basse, afin de revenir à un son plus proche de la contrebasse — tout en gardant un instrument léger, maniable et électrique.
On voit ainsi apparaître les premières basses fretless. Dans les années 1970, l'instrument se cantonne d'abord au jazz fusion, avant d'être adopté dans un plus grand nombre de styles comme la pop.
Depuis, un grand nombre de fabricants proposent leurs modèles en version fretless, c'est-à-dire dépourvus de frettes dès le cahier des charges, non après un retrait ultérieur.

## Technique

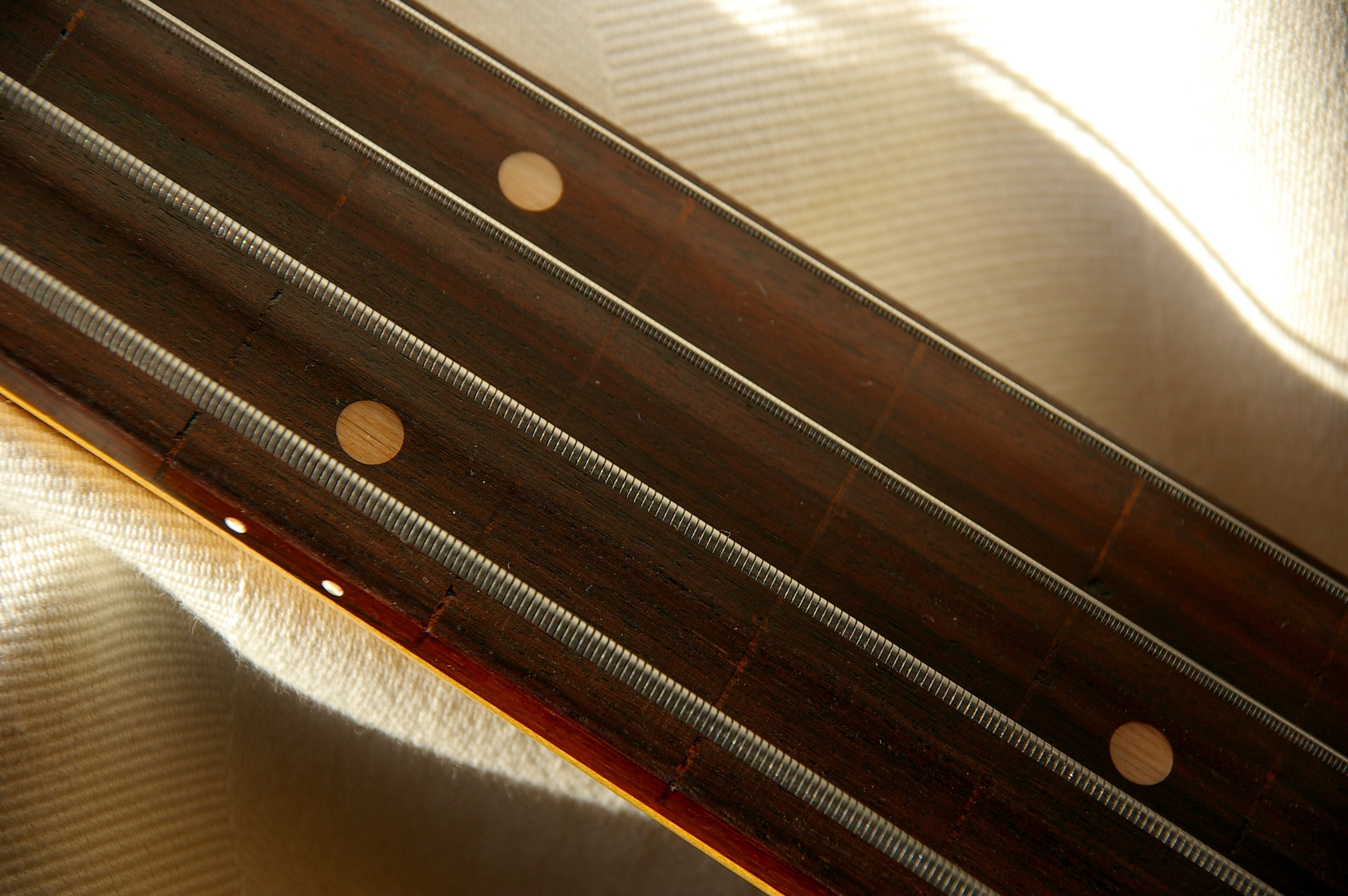
Détail d'une touche de basse fretless avec des cordes à filet plat. Sur ce modèle, des repères (points blancs) sont présents sur la touche et sur la tranche. On peut également voir l'emplacement des anciennes frettes retirées.

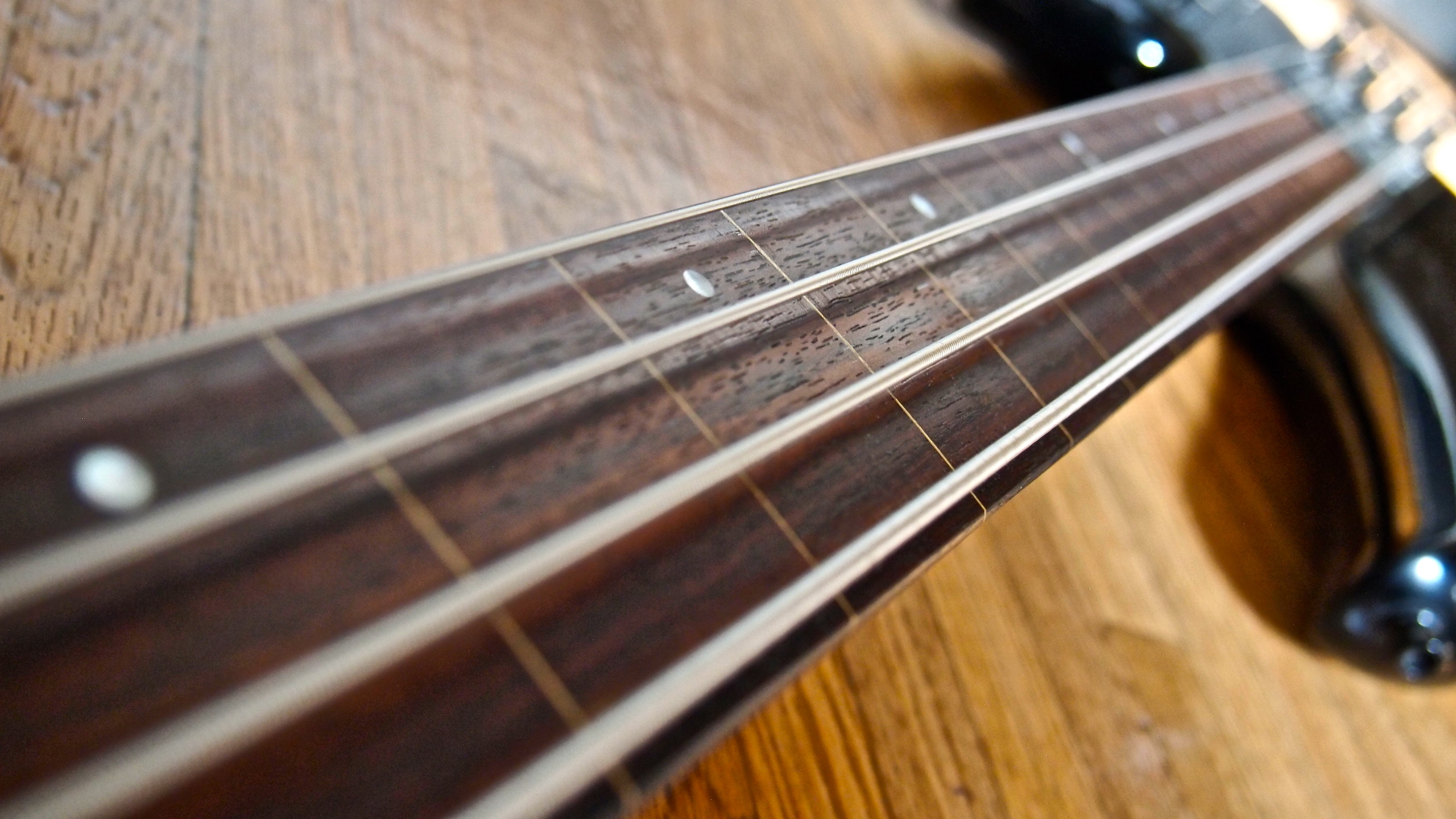
Lignes sur une touche de basse fretless.

Il est en général plus difficile de jouer sur une basse fretless que sur une basse frettée, car il faut une grande précision dans le doigté et une écoute attentive de la justesse des notes. Avec une basse frettée, on peut appuyer indifféremment (avec un résultat plus ou moins bon) sur n'importe quel endroit de la case délimitée par deux frettes pour obtenir la note juste. À l’inverse, avec une basse fretless, on est obligé de poser le doigt de la main gauche exactement à l'emplacement qu'aurait eu la frette correspondant à la note que l'on recherche, comme sur un violon par exemple. En revanche, il devient plus aisé de jouer des sons n'appartenant pas aux gammes usuelles de la musique occidentale, comme les intervalles de quart de ton.
La plupart des basses fretless sont pourvues de repères, soit sur la touche, soit sur la tranche de la touche, sous forme de points. Certaines basses fretless dites « lignées » ont également des lignes marquant l'emplacement des frettes, pour guider les bassistes. 
L'un des intérêts d'une basse fretless réside précisément dans la possibilité d'altérer les sonorités et, éventuellement, de jouer sur les dissonances légères, par exemple pour faire des effets de trémolo/vibrato en faisant faire de petites oscillations de la main gauche sur la manche dans la direction de la corde (contrairement à un instrument fretté sur lequel les effets de vibrato sont exécutés perpendiculairement à la direction de la corde).

## Sonorités
Du point de vue du son, la basse fretless se rapproche de ses ancêtres, le violoncelle et la contrebasse, qui sont, eux aussi, des instruments de basse par principe fretless. Cette similitude est renforcée par l’utilisation de l’ébène pour fabriquer la touche de nombreuses fretless de qualité (ce même bois est utilisé en lutherie classique). 
Ainsi, la basse fretless possède un son rond, plus chaud, plus mélodieux et beaucoup plus riche en médiums que la basse frettée. Cette différence de spectre sonore avec la basse frettée est attribuée au contact direct entre la corde et le bois qui la fait vibrer à la limite du phénomène de « frise » (la corde étant calée de manière moins nette que sur une frette).

## Bassistes fretless célèbres

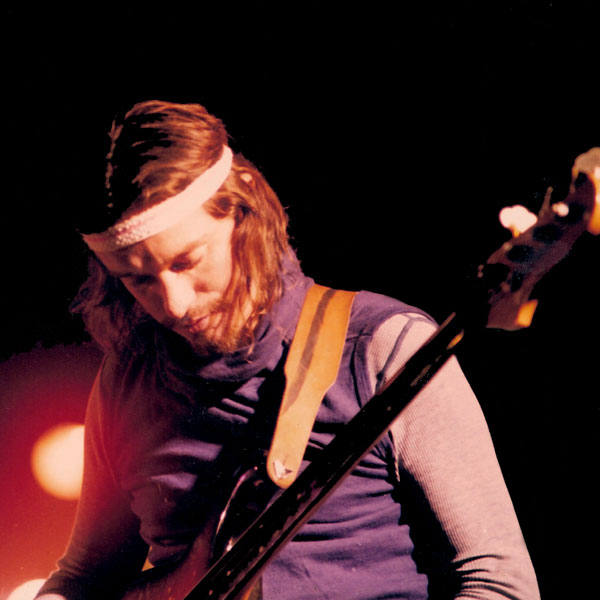
Jaco Pastorius en concert à Bologne en 1986. Figure emblématique de la basse fretless, il a contribué à populariser cet instrument en repoussant ses limites sonores et expressives.

Parmi les bassistes jouant sur fretless Jaco Pastorius a été un de ses plus ardents représentants. S'il n'est pas le premier à en jouer, Pastorius contribue grandement à populariser la basse fretless, notamment avec la virtuosité de son jeu.
L'instrument est aussi très prisé des bassistes rock à la recherche de sonorités veloutées « jazzy », mais voulant rester fidèles à la guitare basse, comme Sting (en solo ou avec The Police), Jack Bruce (ancien bassiste de Cream qui est ensuite devenu un chanteur-bassiste fretless en solo), Alain Caron (bassiste du groupe Uzeb), Tony Levin (bassiste, entre autres de Peter Gabriel), Eric Serra (bassiste compositeur de Luc Besson), Jannick Top (bassiste de Magma, Michel Berger…), et aussi Pino Palladino (bassiste de Paul Young, NIN ou The Who) qui a exploré dans les années 1980 de nombreuses de possibilités de sons avec sa basse fretless (y compris le slap) ; ainsi que Marcus Miller, Stanley Clarke et Mick Karn, ex bassiste de Japan. Steve Bailey (en), Bunny Brunel (en), Gary Willis, Sean Malone (en),Steve DiGiorgio, Les Claypool ou Michael Manring et Patrick O'Hearn sont également de grands bassistes fretless. Un autre grand technicien de la fretless est le bassiste Tony Franklin.